# Zeuthener See
Zeuthener See er en ca. 4. km lang sø, der er en  udvidelse af floden  Dahme i Søområdet Dahme i det sydøstlige Berlin på grænsen til Brandenburg. Søen danner grænsen mellem Berlin og Brandenburg.

## Beskrivelse
Zeuthen-søen er en del af den føderale vandvej Dahme-Wasserstraße Søen begynder nord for Schmöckwitz-vejbroen og slutter lige før Rauchfangswerder. Sellenzugsee begynder der, og går i sydlig retning og Großer Zug i Wernsdorfer sørækken går i nordøstlig retning.
Zeuthen-søen er næsten fire kilometer lang, og har en bredde på mellem 100 og 800 meter. Med en gennemsnitlig dybde på tre meter og en maksimal dybde på 4,4 meter er den ikke særlig dyb. Bunden er  dækket af et tykt lag af mudder.
På dens vestlige bred, i Brandenburg ligger kommunerne Eichwalde og på nordbredden bydelen Schmöckwitz, der hører til Berlin, og i det sydøstlige område Rauchfangswerder-bosættelsen, som ligeledes hører til Berlin.
På vestsiden  af søen er der meget lidt vegetation på grund af bebyggelsen, mens den østlige side har tykke sivbevoksninger og her støder en skov op til søen.
Den 13. juni 1986 blev skuespilleren  Dean Reed fundet død  i søen.

## Økologisk
Vandkvaliteten i søen, der også bruges som badesø, kontrolleres jævnligt og blev i september 2007 vurderet som "fremragende med let basisk vand. På grund af trofikering er sigtdybden om sommeren knap 50 cm.

## Zeuthener Wall
i søen er en lille ø  på 0,25 ha, med navnet Zeuthener Wall, som hører til Berlin og jævnligt blev brugt intensivt af vandsportsentusiaster om sommeren. I 1998 udstedte Berlins senatsafdeling for byudvikling specifikt en "Forordning for beskyttelse af landskabskomponenten på øen Zeuthener Wall i Köpenick-distriktet i Berlin"  og medførte talrige foranstaltninger for  naturgenopretning og  beskyttelse af bredderne.

## Theodor Fontane
På en af sine " Vandringer gennem Mark Brandenburg " ønskede Theodor Fontane at nå søen og udløbet af "Wendish Spree". Rejsen med skibet "Sfinxen" i juli 1874 gav ham allerede "en spænding, som om det havde været et fremskridt fra Nilens udløb til dens udspring", og førte ham også over Zeuthen-søen.

## Økonomisk og turistmæssig betydning
- Vandsport: Søen bruges intensivt til vandsport, og  en række sejlsports-, kano-, motorbåds-, ro- og fiskeklubber har etableret sig her.
- Skibsfart: For kommerciel skibsfart er Zeuthen-søen en vigtig vandvej til at forsyne den føderale hovedstad, med  kul og byggematerialer, hovedsageligt transporteret fra indlandshavnen i byen Königs Wusterhausen forbi Wildau, Zeuthen og Eichwalde til Berlin.
- Fiskeri: Anvendelsen af søen til kommercielle fiskeriformål stammer formentlig tilbage til slaviske bosætteres etablering  i det 7. og 8. århundrede e.Kr. og selv i dag er der stadig et stort udvalg af fisk i vandet, hvilket gør det populært blandt fritidsfiskere.
- Turisme: Zeuthensøens betydning som turistmål begynder senest med forbindelsen til jernbanen. Der er en campingplads på den østlige bred.

Am Zeuthener See er også navnet på avisen i byen Zeuthen.